# Lewani Kezewadze
Lewani Kezewadze (ros. Левани Автандилович Кезевадзе; ur. 24 stycznia 1981) – gruziński i rosyjski zapaśnik walczący w stylu klasycznym. Trzeci w Pucharze Świata w 2005 i czwarty w 2001. Mistrz świata kadetów w 1997 roku.
Wicemistrz Rosji w 2005 roku.